# Fractura de Jefferson
La fractura de Jefferson es una lesión que ocurre a nivel del atlas, la primera vértebra cervical. Clásicamente se ha descrito como una fractura en 4 partes que compromete el arco posterior y anterior de la vértebra, aunque muchas veces sólo se observan lesiones de 2 o 3 partes. La fractura puede producirse debidido a mecanismos de hiperextensión del cuello o compresión axial, produciéndose un fenómeno de compresión en contra del axis. Muchas veces también ocurren fracturas a otros niveles de la columna.
Su nombre es en honor del neurocirujano británico sir Geoffrey Jefferson, quien reportó 4 casos de este tipo de fracturas en 1920, además de revisar casos previos con la misma patología.

## Etiología
La mayoría de las veces por trauma de accidente vial, caídas graves o movimientos de gran fuerza por la cinemática del incidente se pueden producir.

## Complicaciones
Debido a que el canal medular es ancho en esa zona, muchas veces no asocia clínica neurológica. Puede asociarla y traerá como consecuencia la pérdida parcial o total  (dependiendo de la zona dañada) de la sensibilidad y del movimiento. También la pérdida de función de los órganos, es decir, una disfunción orgánica. En este caso el paciente requerirá estar monitorizado y asistencia respiratoria (ventilación mecánica, incluyendo una traqueotomía), etc.

## Tratamiento
El uso de tratamiento quirúrgico resulta controvertido.  Todo depende del grado de inestabilidad que tenga la fractura, definido por la integridad del ligamento transverso y el grado de ruptura del arco anterior de la vértebra. El tratamiento quirúrgico consiste en la fijación o fusión de las primeras 3 vértebras, la fusión puede ocurrir inmediatamente o tardíamente si es que las intervenciones no quirúrgicas no resultaron exitosas. Otro criterio para decidir la forma de tratamiento es la presencia de daño en otras vértebras cervicales....
- Datos: Q204995